# Metrostation Ottakring
Wien Ottakring is een metrostation in het district Ottakring van de Oostenrijkse hoofdstad Wenen. Het station werd geopend op 5 december 1998 en wordt bediend door lijn U3. Het ligt aan de stadskant van het Stadtbahn station uit 1896 waar de S-Bahn stopt, in verband met de komst van de metro werd het stationsplein opnieuw ingericht. Het station bestaat uit een eilandperron en een zijperron. Twee van de drie sporen lopen verder door naar het noorden waar een kruiswissel en twee kopsporen liggen om de metrostellen te keren. Aan de zuidkant van de perrons staat een loods voor de metrostellen, waar ook reparaties kunnen worden uitgevoerd. 
De stationshal van het metrostation is inpandig verbonden met de reizigerstunnel van het S-Bahn station. De metroperrons zijn met vaste trappen, roltrappen en liften met de hal verbonden. Daarnaast stoppen de trams 44 en 46 en meerdere buslijnen bij het station. De hal zelf is opgesierd met het kunstwerk U-turn van kunstenares Margot Pilz. De 3,6 meter hoge U uit roestvaststaal had aanvankelijk drie beeldschermen die verkeersinformatie over het Weense OV toonden. In 2005 werden de schermen verwijderd en sindsdien is de U zonder functies. Het 1,8 ton zware kunstwerk werd al in 1996 geplaatst waarna de stationshal er om heen gebouwd werd. 
Veel gebouwen, straatmeublilair en voertuigen van de Wiener Linien zijn door anonieme spuiters beklad. Ten zuiden van het station (uitgang Koppstraße) werden op een wand langs de Paltaufgasse vier kaders gereserveerd waar in opdracht van de Wiener Linien vier Graffiti („Pieces“) werden aangebracht. De graffitispuiters waren allemaal veroordeeld tot schadevergoeding wegens vandalisme, Van het honorarium werd daartoe de helft ingehouden, desondanks bleef er nog een acceptabele vergoeding voor de spuiters over. De (anonieme) kunstenaars noemden zich „Verein Graffiti Union“ en de vier Pieces heetten Styl's and Characters. Na enige jaren waren ze verweerd en werden ze door vergelijkbare vervangen die echter ook verweerden.

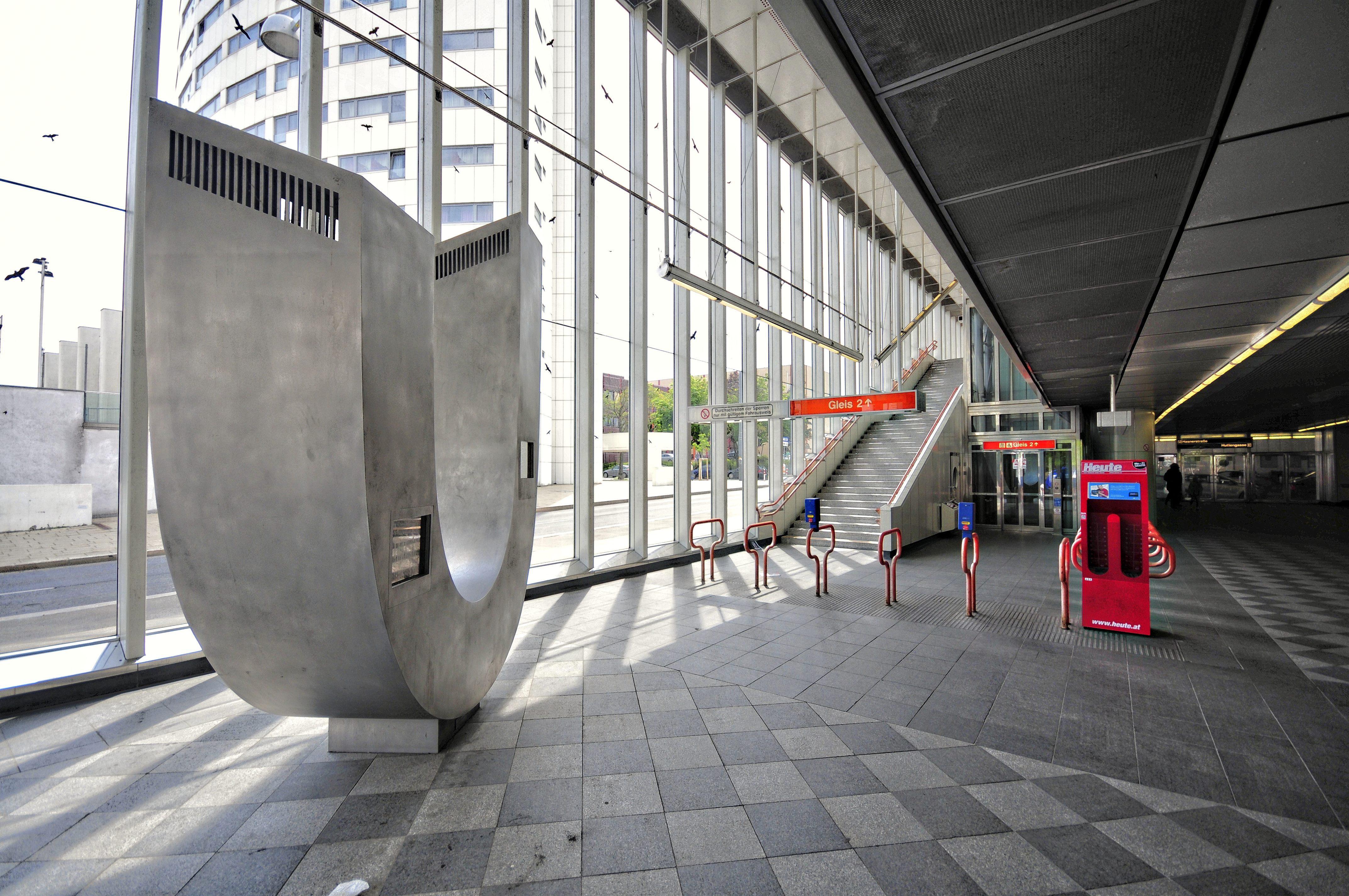
De U-turn in de stationshal
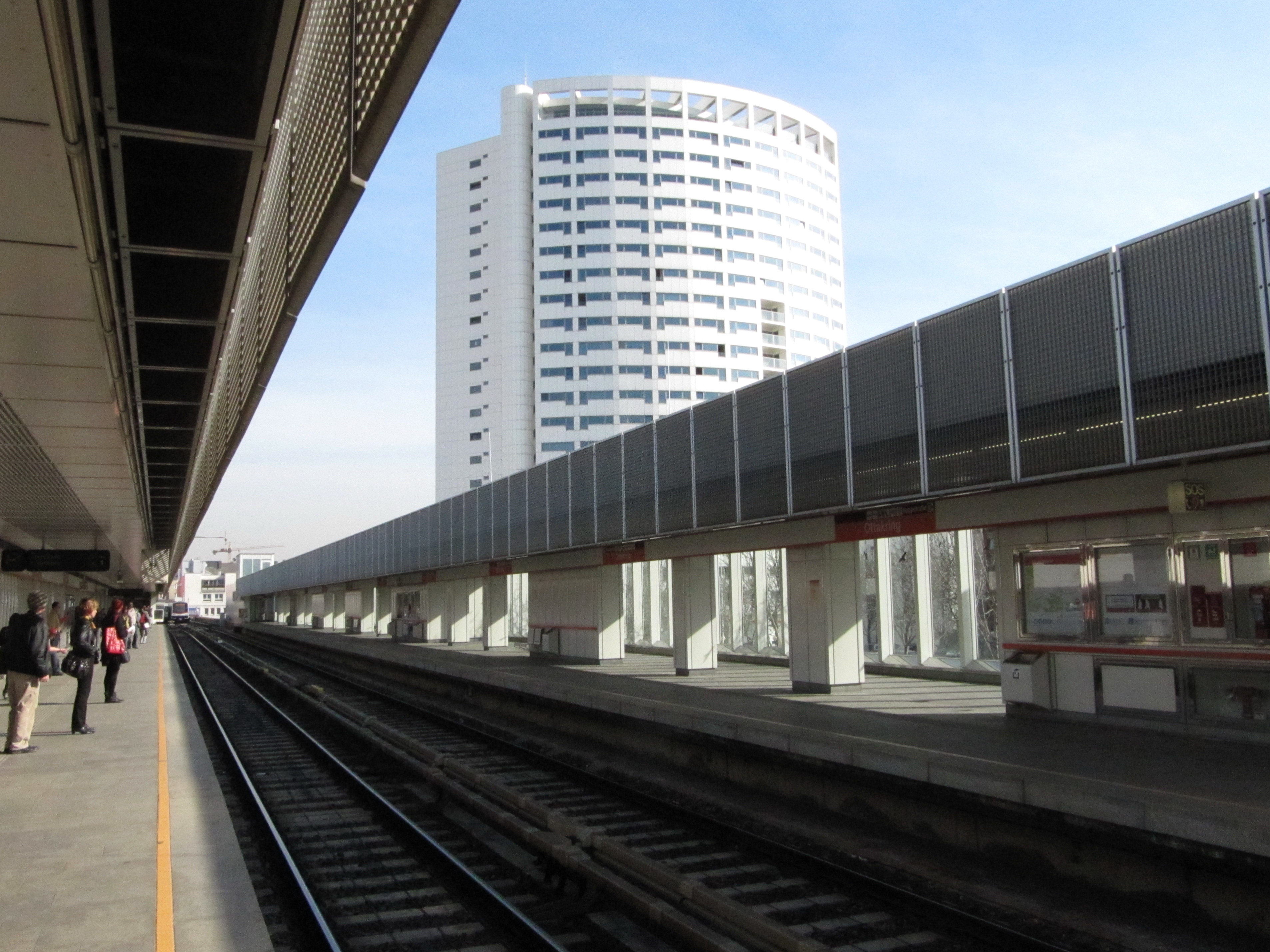
De perrons
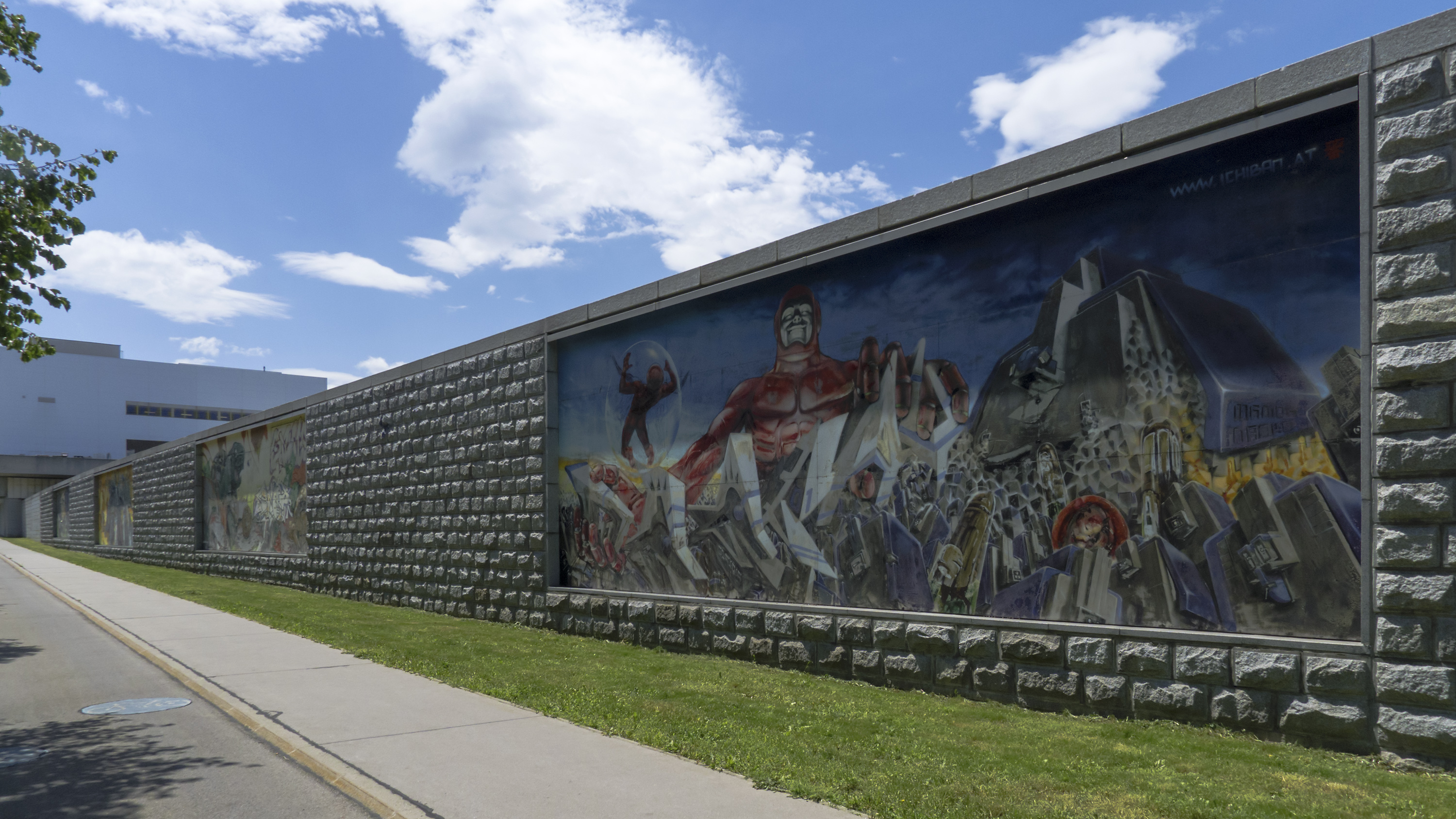
De graffitiwand